# Kaliforniai indiánok

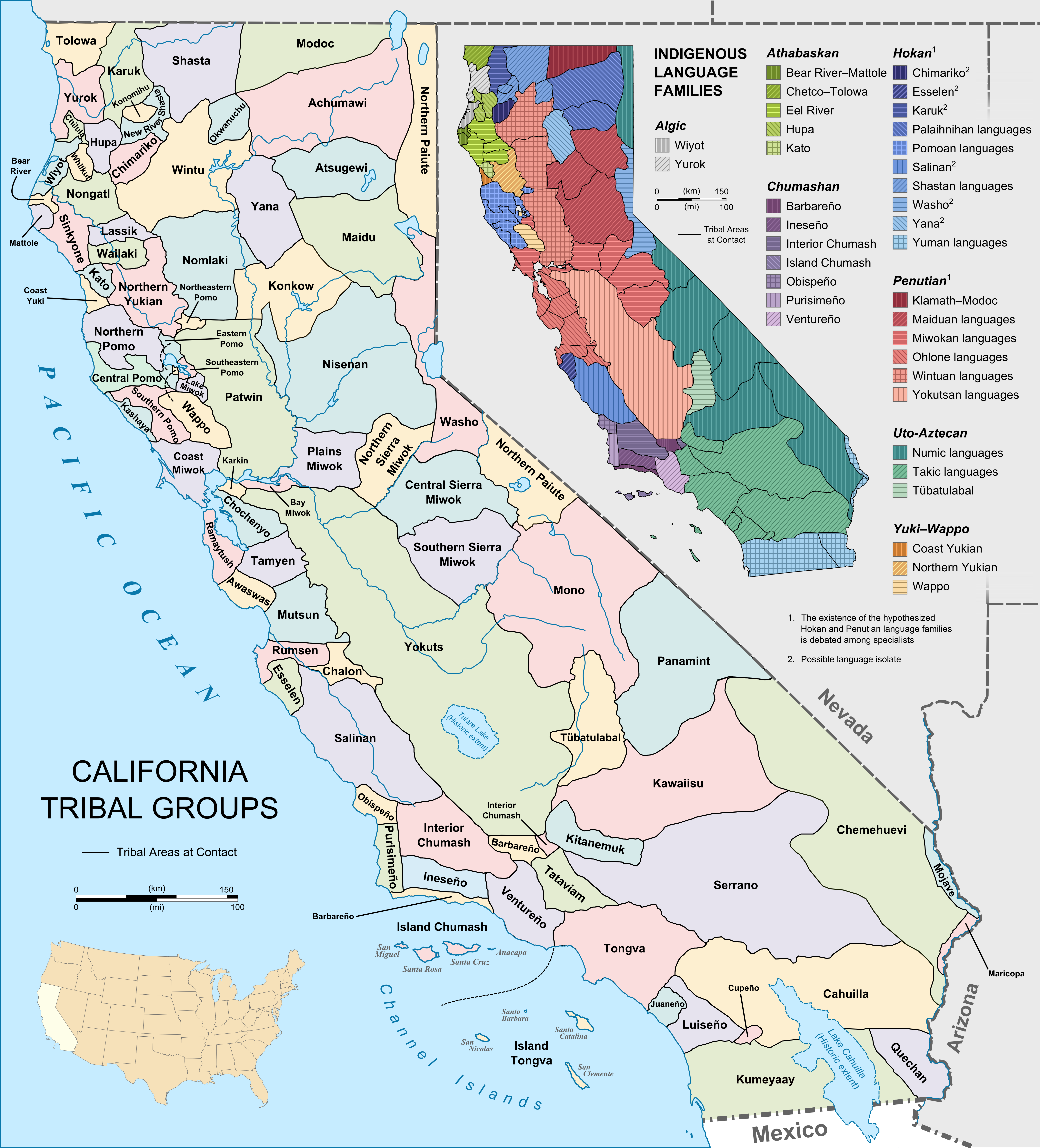
A mai Kalifornia egykori indián törzseinek területei az európaiak bejövetele idején

A kaliforniai indiánok a Kalifornia államban és a Mexikóhoz tartozó Kaliforniai-félszigeten élő indián törzsek gyűjtőneve.

## Területük és környezetük
Észak-Amerika délnyugati peremét hegyek ölelik körül: egy part mentén futó hegylánc, mely Alsó-Kaliforniától (Baja California) délre fut a tengerbe, keleten pedig az égbe nyúló Sierra Nevada. A meleg, csendes-óceáni levegő Kaliforniára hullatja csapadékát, pusztasággá és sivataggá változtatva ezzel délnyugat, a Nagy-medence és a fennsík egyes részeit. Az emberek ellenállhatatlannak ítélték a termékeny környezeti feltételek táplálta bőséget, így megtelepedtek a folyók mentén, a hegyekben és a part mentén egyaránt. A nyelvek változatosságából ítélve ezek az ősi bevándorlók sokfelől érkeztek. Általában mindegyikük olyan kisebb területet foglalt el, melyen a hegyvidék éppúgy megtalálható volt, mint a folyó vagy egy darabka tengerpart. A térségben minden megvolt, ami a boldoguláshoz szükséges.

## A törzsek listája
- csumasok
- hupák
- jurokok
- luiszenyók
- pomók

## Életmódjuk
A tengerparton az év nagy részében foghattak halat. A csumasok amellett, hogy a homokról összeszedték a kagylót, még tonhalra, lepényhalra és sok egyéb halra is halásztak. Hatalmas deszkahajóikon bálnára, fókára, északi elefántfókára, delfinre és tengeri vidrára vadászva járták a tengert. A szárazföld belseje hemzsegett a szarvastól, nyúltól és más apróvadtól, a föld pedig kimeríthetetlen bőségben ontotta az élelemként és gyógyszerként hasznosítható vadnövényeket. Az őszi makkbegyűjtés létfontosságúnak számított, mert ez adta a mindennapi kenyeret: ha a makkot összezúzzák, és a vizet többször cserélve átmossák, akkor ehető lisztet ad, amit főzve kásaként, sütve pedig kovásztalan kenyérként lehet elkészíteni.
A Baja Californiától északra élő luiszenyók egy helyen is könnyen begyűjtötték a föld és a víz javait, de az évszakok váltakozása a legtöbb kaliforniai számára hosszabb utazással járt a tengerhez, majd vissza a szárazföld belseje felé.
Az élelmiszerforrások annyira időhöz és térhez kötődtek, hogy a vadászó-gyűjtögető életmód szabályosabb ritmust követett, mint a letelepedett földműveseké, vagy az északi és keleti síkságok és erdőségek gyűjtögetőié. Egy-egy csoport vörösfenyő (Larix) kéregből készíthetett magának ideiglenesen tipiszállást. Mikor felkeredtek a szárazföld belseje felé, magukkal vihették a több családnak is otthont adó, póznakeretes és zsúptetős téli szállásokhoz, sőt még a közösségi alkalmak szertartási kunyhójához szükséges összes építőanyagot is.
Az erőforrásokban különösen gazdag területek fölött bizonyos fokú együttes ellenőrzést gyakoroltak. A csumasok például felosztották a vadászterületeket, míg más csoportok kezében vadnövényben, vadak élőhelyeiben és halban gazdag területek voltak. Bizonyos helyeken néhány nagycsalád egyesült nagyobb egységekké, melyek mindegyike elhatárolt területtel, központi faluval és főnökökkel rendelkezett.
Ilyen bőség mellett kiterjedt kereskedelem folyt. A hupák makkot és egyéb belföldi élelmiszereket cseréltek a jurokokkal tengeri növényekre, szárított halra és vörösfenyőből vájt csónakokra. A kaliforniaiak a kereskedelemben pénzt, például Dentalia kagylókat is használtak a hatalom és a tekintély szimbólumaként és sírmellékletként.
A kaliforniai indiánok kiváló kosárfonók voltak. A pomo nők és férfiak egyaránt fonták az olykor még tollakkal és kagylókkal is kiegészítet, színes geometriai mintákkal díszített kosarakat, edényeket, kalapokat és egyéb használati tárgyakat.

## A fehérek behatolásának következményei
Az első kaliforniaiak vesztét az arany okozta. Az arany 1848-as felfedezése elérte azt, ami a spanyol és mexikói misszióknak nem sikerült. Megkezdődött a kaliforniai aranyláz. Telepesek áradata érkezett aranyat keresni, és a táj javaira bukkant. A hupáknak, elzárt folyóvölgyük menedékében sikerült fennmaradniuk, de a csumasok, a luiszenyók, a pomók és más népek számára a mindenben bővelkedő élet hirtelen véget ért.